# گالی-سیسیلی
گالی-سیسیلی یک رشته گویش های بهم پیوسته مرتبط با زبان لومبارد است که در جنوب ایتالیا بدان صحبت میشود.گویشوران این زبان بازماندگان اقوام مهاجری هستند که در قرن یازدهم میلادی از شمال ایتالیا به منطقه سیسیل کوچ کرده بودند.این زبان در مناطقی مانند پالرمو، کاتانیا، مسینا و نواحی جنوبی دیگر رایج است. گویش‌های گالی-سیسیلی از شاخه زبان‌های رومی‌تبار از خانواده هندواروپایی بشمار می‌آیند.